# Marcel Mauss
Marcel Mauss [marsel mós] (10. května 1872, Épinal – 10. února 1950, Paříž) byl francouzský sociolog a antropolog, synovec a žák Émila Durkheima. Proslavil se svými příspěvky do časopisu L'Année Sociologique a rozvinutím myšlenek svého strýce Émila Durkheima, který patří mezi zakladatele moderní sociologie. Maussovy práce překlenuly hranici mezi sociologií a antropologií a zabývaly se studiem vzájemných vztahů, magií, oběťmi a výměnou darů u primitivních národů. Maussův pohled na etnologii ovlivnil řadu sociálních vědců, mezi nejznámější patří Claude Lévi-Strauss, A.R. Radcliffe-Brown, E. E. Evans-Pritchard a Melville J. Herskovits. Asi nejznámější Maussovo dílo je Esej o daru z roku 1924.

## Život
Mauss se narodil v židovské rodině v Épinalu v Lotrinsku a studoval filosofii v Bordeaux, kde tehdy přednášel i Émil Durkheim. Po promoci v roce 1893 odešel do Paříže, kde studoval religionistiku a sanskrt. Od začátku spolupracoval na Durkheimově časopisu (ročence) L'année sociologique a podílel se na dvanácti vydáních mezi roky 1898 a 1913, kde redigoval články o náboženství a o klasifikaci sociologie. Angažoval se v Dreyfusově aféře a od roku 1901 přednášel na École pratique des hautes études „dějiny náboženství a primitivních národů“, tedy to, co se později nazývá religionistikou a kulturní antropologií.
Mauss se aktivně účastnil politiky socialistických stran a udržoval si příslušnost k francouzské sekci dělnické internacionály (SFIO). Byl zakladatelem časopisu Mouvement Socialiste a pravidelně psal do levicového tisku – L’Humanité a později Le Populaire. Byl oddaný dobrovolnictví a byl zapojen do družstevních hnutí. Otevřeně vyhlašoval antikapitalistickou ideologii a věřil, na rozdíl od Durkheima, že pouze dělnická třída může vést společnost k univerzálnější formě.
Za první světové války zemřel Durkheim a řada Maussových přátel padla na frontě. Mauss se stal ředitelem “L'année sociologique”, vyšlo však jen jedno vydání, které obsahovalo jeho „Esej o daru“. Po válce se francouzské vysoké školy od Durkheimova konceptu sociologie odvrátily, takže Mauss odešel na Francouzský sociologický institut (1924) a Institut etnologie (1926), které sám založil. Roku 1931 se stal profesorem sociologie na prestižní Collège de France v Paříži; bojoval proti rasismu a antisemitismu a zemřel 1950. Z jeho žáků se proslavil zejména antropolog Claude Lévi-Strauss, který napsal také úvod do Maussova díla.

## Dílo
Mauss byl velmi plodný autor a napsal množství článků do Année sociologique, zejména o náboženství přírodních národů a o různých rituálech. Publikoval několik knih o sociologii, etnografických metodách a své nejslavnější dílo Esej o daru (1924). V této knize podal obecný výklad bohatého etnografického materiálu o povaze a formách dávání darů v různých společnostech. Podle Mausse mají slavnostní (sváteční) dary jiný smysl než směnu předmětů: jde v nich hlavně o vytváření společenských vztahů a závazků, které udržují společnosti pohromadě.
Pro členy archaických společností platí trojí povinnost: 1) zúčastnit se výměny darů, 2) přijímat dary a 3) oplácet. Dar se nikdy od osoby dárce úplně neoddělí a vytváří tak závazek přiměřeně jej oplatit, ne ale hned, což by se rovnalo odmítnutí. Dary mohou být různé předměty, ale také výlučné právo na určité jméno, tance, symboly, písně. Zavazují příjemce „totálně“, se vším všudy, dokud nejsou oplaceny, a pozvolna tak nahrazují pokrevní příbuzenské vztahy. Mezi nejslavnější příklady systémů výměny darů patří mírumilovné melanéská kula (kolo) a soutěživý až bojovný potlač indiánských kmenů na západním pobřeží Severní Ameriky, podobné společenské rituály však byly zřejmě velmi rozšířeny, a to i v Evropě.
Některé Maussovy koncepce, například představa magické síly (mana), která lpí na darované věci, nebo představa čistě nezištného daru, vyvolaly různé kritiky, Maussův přínos je však dodnes živý a Esej o daru patří mezi nejčtenější klasické knihy nejen pro odborníky, ale i pro široké publikum. Mnozí jej dokonce pokládají za popis alternativního hospodaření vůči modernímu obchodu a peněžní směně.

## Vliv
Ačkoliv Mauss, podobně jako řada dalších francouzských akademiků, neučil mnoho žáků, mnoho dalších vědců se později hlásilo k jeho myšlenkám.
Maussovo dílo zanechalo velkou stopu v antropologii, kde otevřelo prostor pro další studie reciprocity a výměny darů. Jeho práce ovlivnila mj. i ekonomickou antropologii, například Karla Polanyiho. V neposlední řadě ovlivnil také umělce a politické aktivisty, kteří začali přemýšlet o sociálních vztazích mimo kapitalistické společnosti. Maussova díla jim ukázala, jak fungují sociální vztahy i v jiných společnostech. Zejména je inspirovalo obdarování někoho jiného, bez vidiny osobního prospěchu, což melo pozitivní dopad na danou společnost. Sám Mauss ale ve své práci připomněl, že výměna darů je velmi často sebestředná a antagonistická.

## Teorie
Teoretický koncept Marcela Mausse je založen na studiu rituálů různých kmenů, v nichž docházelo k darování či obdarování mezi jednotlivými členy kmenu. Zkoumal kmeny a rituály hlavně ve třech oblastech: v Melanésii, v Polynésii a na západě Severní Ameriky.
Jeho závěry lze teoreticky převést do dalších vědních disciplín, například v rámci teorií mezinárodních vztahů, nad oprávněností aplikace Maussových závěrů do tohoto vědního oboru se nicméně vede polemika.
Marcel Mauss v knize o daru a v knize esejů „Psychology and Sociology“ pracuje s Durkheimovým pojmem „sociální fakt“, který na základě své koncepce rozvíjí. Používá termín „totální sociální fakt“ pro jevy zahrnující více oblastí najednou - sociologické, psychologické a fyziologické. Podobné myšlenky, se kterými Marcel Mauss pracuje při používání termínu „totálního sociálního faktu“, se objevovaly také u dalších pokračovatelů Emila Durkheima.

### Magie
Marcel Mauss navázal na pojetí magie svého učitele Émila Durkheima a magii chápal jako fenomén podobný náboženství, ale zároveň jako jeho protipól. Magický obřad je v jeho chápání jakýmkoliv obřadem, který není součástí organizovaného kultu a je tak soukromý, tajný, mysteriózní a dotýkající se hranice zakázaného. Od náboženství se magie pak také liší provozovatelem a místem, není tak například provozována knězem v chrámu. Mauss ovšem, stejně jako jeho učitel, uznával, že hranice mezi magií a náboženstvím je v jeho chápání někdy neostrá. Ačkoliv tak například vyvolávání deště je podle něj magickou praktikou, tak připomíná že může být provozováno i veřejně.
S Durkheimem se Mauss shodl i na kritice koncepce sympatetické magie britského antropologa Jamese Frazera a chápání magie jako „vědy založené na nesprávných předpokladech“. Víra v účinnost magie je podle jeho názoru založena na víře v neosobní sílu – manu, která automaticky přináší kýžený výsledek. Podobnost a dotek pak nejsou zdrojem magie, ale pouze způsoby skrze které mana pracuje. Dále pak podle Mausse magie běžně pracuje s duchovními bytostmi, které nemusí pouze nutit, ale může je i prosit, zatímco náboženské praktiky se mohou pokoušet božské síly ovládat. S Frazerem nesouhlasil taktéž v tom že magie předchází náboženství, druhý z fenoménů naopak považuje za starší a magie pod něj vznikla až když si někteří jednotlivci pokusili přivlastnit „kolektivní síly společnosti“. Zároveň se domníval, že magie a její důraz na vytváření klasifikací přispěla ke vzniku přírodních věd.